# Rischart
Die Firma Rischart (Max Rischart’s Backhaus KG) ist ein Münchner Traditionsunternehmen. Der Familienbetrieb wurde 1883 von Max Rischart gegründet und beschäftigt heute ca. 500 Mitarbeiter. Jährlich kaufen ca. 8 Mio. Kunden in den 20 Filialen ein. Dazu zählt auch die meistfrequentierte Bäckereifiliale Deutschlands, die Rischart-Filiale am Marienplatz 18. Dort befindet sich zugleich der Firmensitz. Das Unternehmen wird seit 2009 von Magnus Müller-Rischart in der fünften Generation geführt.

## Geschichte

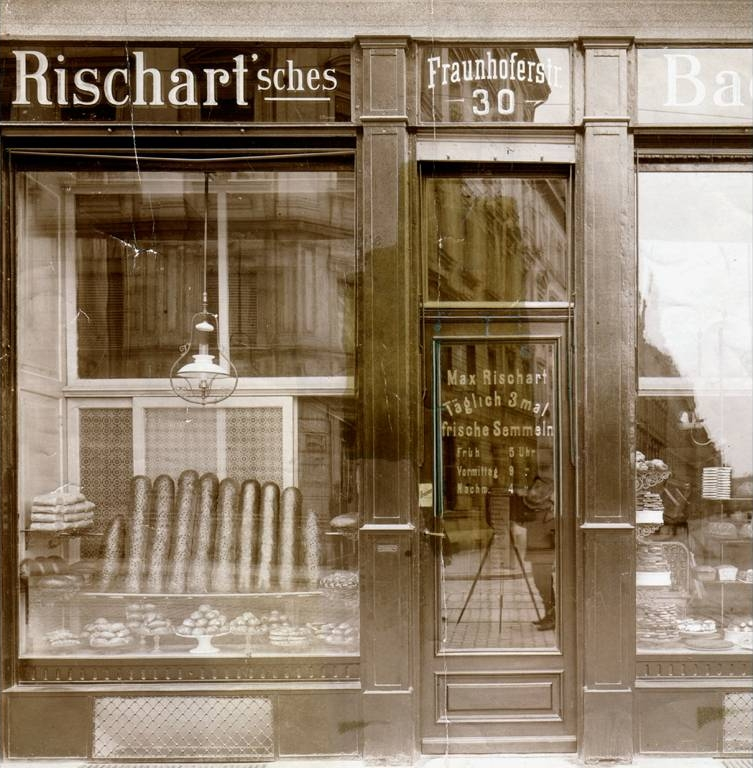
Rischart-Schaufenster um die Jahrhundertwende

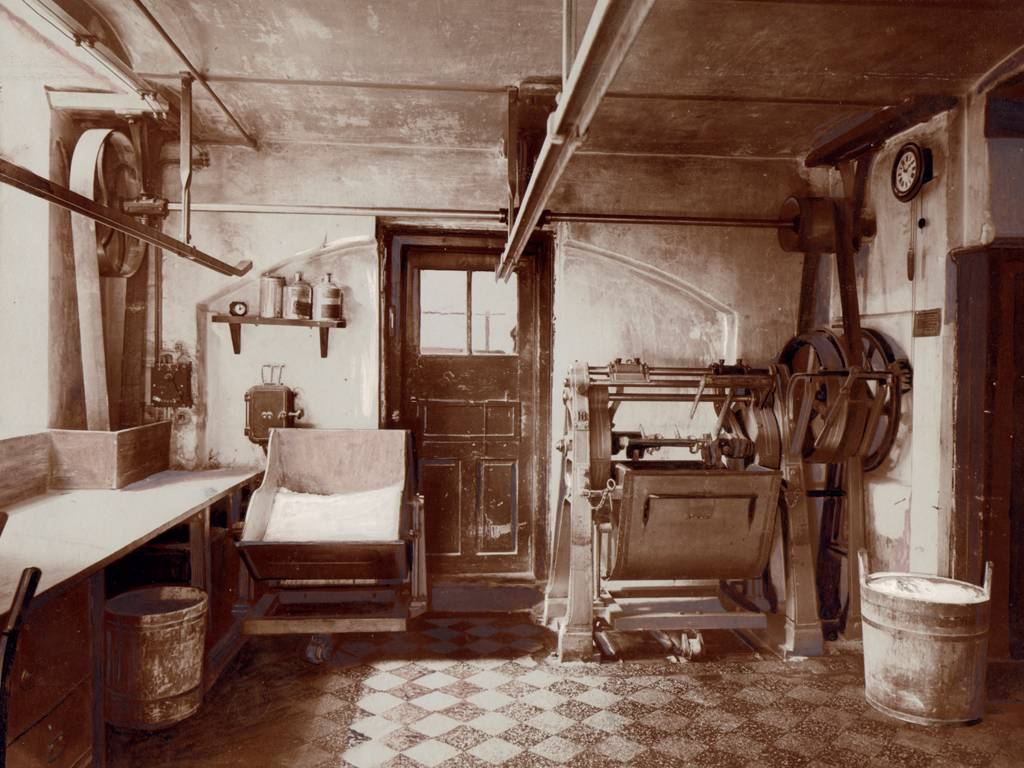
Backstube aus dem 19. Jahrhundert

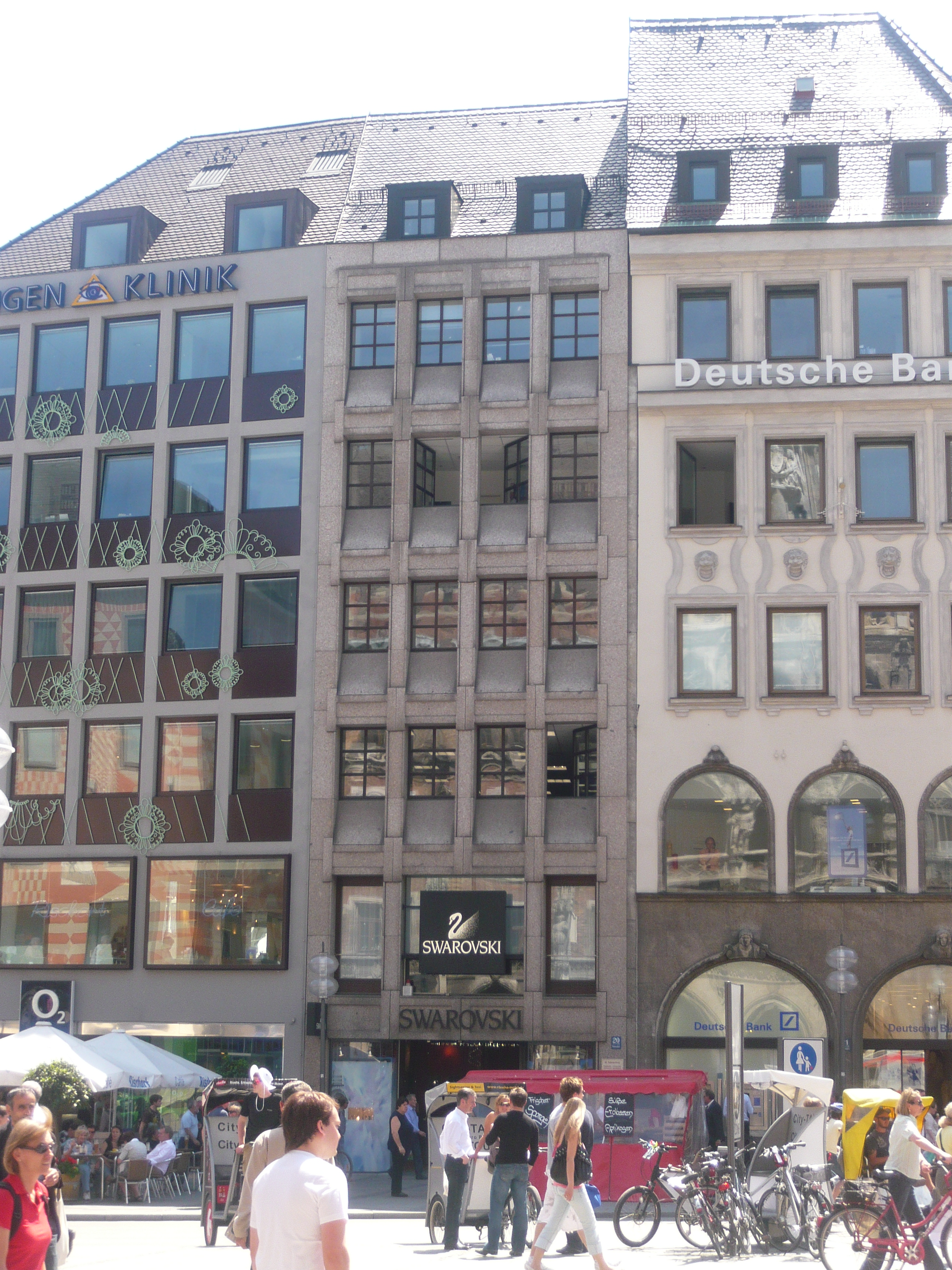
Links das Haus am Marienplatz

Im Jahr 1883 eröffnete Max Rischart eine Bäckerei in der Ickstattstraße in München. 13 Jahre später (im Jahr 1896) erwarb er das heutige Stammhaus in der Fraunhoferstraße 44. Sein Sohn, Max Rischart jun., stieg 1906 in die Firma ein. Im Jahr 1932 wurde die Filiale am Marienplatz 18, dem heutigen Firmensitz, eröffnet. 1940 heiratete die einzige Tochter den Bäcker Franz Müller und das Paar übernahm die Unternehmensführung. Durch Fliegerangriffe wurden 1944 das Stammhaus in der Fraunhoferstraße und 1945 die Filiale am Marienplatz völlig zerstört. Der Verkauf ging jedoch in Notläden weiter. Beide Häuser wurden nach dem Zweiten Weltkrieg wiederaufgebaut. Im Jahr 1973 übernahm Gerhard Müller-Rischart in der 4. Generation den Betrieb. Die Backstube zog 1992 in die Buttermelcherstraße 16. 
Für seine Verdienste um die Ausbildung junger Menschen erhielt das Unternehmen 2004 den Erasmus-Grasser-Preis. Im Jahr 2007 eröffnete Rischart ein Festzelt auf dem Münchner Oktoberfest namens Café Kaiserschmarrn.
2009 übernahm Magnus Müller-Rischart in der 5. Generation die Geschäftsführung. Im März 2012 wurde Rischart für die herausragende ganzheitliche Unternehmensqualität mit dem Bayerischen Qualitätspreis ausgezeichnet. In den Jahren 2009, 2015 und 2018 erhielt das Unternehmen den Staatsehrenpreis für das bayerische Bäckerhandwerk. Im Jahr 2015 erhielt Gerhard Müller-Rischart, der das Unternehmen in vierter Generation führte, für sein Engagement das Bundesverdienstkreuz am Bande. Er verstarb am 9. Januar 2024 im Alter von 80 Jahren.

## Architektur
Im Jahr 1954 wurde das Gebäude am Marienplatz 18 unter Planung des Architekten Hansjakob Lill erbaut. Die Fassade wurde in Zusammenarbeit mit Marianne Müller-Rischart und Johannes Segieth gestaltet. Für die vollständige Sanierung mit Umbau dieses Gebäudes erhielt die Firma Rischart den Fassadenpreis der Landeshauptstadt München.
Von 1979 bis 1982 wurde in der Buttermelcherstraße 16 inmitten der Stadt und in unmittelbarer Nähe zum Stammhaus eine neue Produktionsstätte erbaut. Der Architekt Uwe Kiessler erschuf eine moderne Backstube mit Glasdach, für die er den BDA-Preis Bayern, den Preis des Deutschen Stahlbaues und eine Nominierung beim Mies van der Rohe-Preis erhielt und im Bundeswettbewerb Industrie- und Handwerk im Städtebau geehrt wurde. Im Jahr 1990 war eine Aufstockung der Produktionsstätte in der Buttermelcherstraße 16 notwendig. Dafür erhielt er abermals den BDA-Preis Bayern.  
Seit Anfang 2025 ist der Multifunktionsbau auf der Theresienhöhe zwischen Hans-Fischer-Straße und der Bahnlinie München-Salzburg mit Backstube, Unternehmenszentrale, 100 Werkswohnungen, einem Boardinghaus und einem Café fertiggestellt.
Mitte Oktober 2022 kaufte die Stadt München für 87 Millionen Euro das 3.800 Quadratmeter große Rischart-Grundstück an der Buttermelcherstraße. Dort sollen nach dem Wegzug auf die Theresienhöhe 100 familiengerechte Wohnungen für Pflegekräfte der München Klinik entstehen.

## RischArt
Seit dem 100-jährigen Bestehen im Jahre 1983 fördert Gerhard Müller-Rischart die aktuelle Kunst durch sein Kunstsponsoring unter dem Namen RischArt. Mit dem Ziel, die Kunst in den öffentlichen Raum zu bringen, wurden bisher 15 RischArt Projekte in München durchgeführt. Im Jahr 2008 erhielt Gerhard Müller-Rischart dafür die Medaille München leuchtet – den Freunden Münchens in Gold. Das Projekt Es war einmal... gewann 2013 den Deutschen Kulturförderpreis in der Kategorie mittlere Unternehmen.
Kunstprojekte
- 1985: Bilder im Vorbeifahren. 33 Künstler gestalten Plakatwände im U- und S-Bahn-Bereich Marienplatz.
- 1988: Kunst im öffentlichen Raum. 3. RischArt-Preis. Teilnehmer u. a. Michael Kunze, Beate Passow.
- 1991: Die Spur des Lichts. 4. RischArt-Preis. Lichtinstallationen am Königsplatz.
- 1995: zwischen Menschen. 5. RischArt_Projekt. Projekte, die Kunst zu den Menschen (heraus aus den Galerien) bringen soll. Teilnehmer: Alice Creischer/Andreas Siekmann, Ben Kinmont, Norbert Kottmann, Marko Lehanka, Kirsten Mosher, Gerhard Paul.
- 1998: transferit. 6. RischArt_Projekt. Öffentlicher Raum als Durchgangsobjekt.
- 2001: Tafelrunden. 7. RischArt_Projekt. Sieben Projekte zum Thema Essen und Kommunikation.
- 2004: Gute Fahrt. 8. RischArt_Projekt. Sechs Künstler gestalten Autos, mit denen Kunststudenten Besucher herumfahren und über Kunst „aufklären“. Teilnehmer: Benjamin Bergmann, Peter Bömmels, Frank Herzog, Wolfgang Kaiser, Beate Passow, Patricia Waller.
- 2006: Meistermaler. 9. RischArt_Projekt. 15 Straßenbilder nach Vorlagen von zeitgenössischen Künstlern in der Münchner Fußgängerzone.
- 2008: Achthundertfünzig. 10. RischArt_Projekt. Zehn Künstler gestalten temporäre künstlerische Arbeiten zur Münchner Stadtgeschichte anhand von Geschichten rund um Essen und Trinken in der Innenstadt. Teilnehmer: Sonja Alhäuser, Heike Kati Barath, Bogomir Ecker, Ruth Geiersberger/Sebastian Dickhaut, Alfred Kurz, M+M, Johannes Muggenthaler, Peter Sauerer, Alix Stadtbäumer, Pia Stadtbäumer.
- 2011: KUNSTRAUSCH. 11. RischArt_Projekt. KUNSTRAUSCH anstatt Kaufrausch in einem zum Nachdenken anregenden Warenhaus. Ort: Bayerisches Nationalmuseum. Teilnehmer: Felix Burger, Albert Coers, Ina Ettlinger, Ulrich Görtz, Nicola Hanke, Frank Herzog, Rainer Kiel, Beate Passow, Dieter Roth/Richard Hamilton, Angela Schilling, Stephanie Senge, Wolfgang Stehle, Susanne Thiemann, Veronika Veit, Ivo Weber, Wiedemann/Mettler, Stefan Wischnewski, Martin Wöhrl.[18]
- 2013: Es war einmal... 12. RischArt_Projekt. Es geht um Märchen, um Verwandeln und Verzaubern. Ort: Alter Botanischer Garten. Teilnehmer: Heike Kati Barath, Gabriele Basch, Felix Burger, Susu Gorth, Elke Härtel, Matthias Hirtreiter, Martin Pfeifle, Claus Richter.
- 2015: Wartezeit. 13. RischArt_Projekt. 12 Künstler beschäftigen sich mit dem Phänomen Warten. Die eigens dafür gefertigten Kunstwerke werden am Münchner Hauptbahnhof ausgestellt. Teilnehmer: Dörthe Bäumer, Matthias Beckmann, Willi Dorner, Ute Heim, Franziska und Sophia Hoffmann, Ligna, Wolfgang Stehle, Clea Stracke + Verena Seibt, Veronika Veit, Doris Weinberger.[19]
- 2017: PARASYMPATHIKUS. Das 14. RischArt_Projekt widmet sich der Frage „Ruhe mitten in der Stadt, ist das überhaupt möglich?“. Ort: Kunstareal München, Südwiese / Alte Pinakothek. Teilnehmer: Wolfgang Ellenrieder, Beate Engl, Alexandra Hendrikoff, Vincent Tavenne, Ina Weber, Martin Wöhrl.
- 2020: JAJA NEINNEIN VIELLEICHT. 15. RischArt_Projekt. 10 Künstler nähern sich dem Thema Sprache und Kommunikation mit speziell für den Gasteig konzipierten Arbeiten. Teilnehmer: Albert Coers, Maximilian Erbacher, Alicia Framis, Dana Lürken, Bea Meyer, Clara Oppel, Thomas Rentmeister, Wolfgang Stehle, Sophia Süßmilch, Thomas Thiede.[20]

## Café Kaiserschmarrn auf dem Münchner Oktoberfest
Seit 2007 betreibt Rischart ein eigenes Festzelt auf dem Münchner Oktoberfest. Das Cafézelt mit dem Namen Café Kaiserschmarrn bietet Platz für 450 Personen. Die Inneneinrichtung soll an ein Märchenschloss erinnern. Zur Erinnerung an den Anlass des Oktoberfestes, der Hochzeit des Kronprinzen Ludwig von Bayern mit Prinzessin Therese von Sachsen-Hildburghausen, wird täglich feierlich eine Hochzeitstorte angeschnitten und verteilt.

## Filialen
- Hauptgeschäft am Marienplatz
- Café am Marienplatz
- Café am Viktualienmarkt
- Café Backhaus Erlebnis auf der Theresienhöhe
- Café zur Mauth in der Neuhauserstraße
- Café im Olympia-Einkaufszentrum
- Café Rialto in der Leopoldstraße
- Café am Rotkreuzplatz
- Filiale Hauptbahnhof
- Filiale Hauptbahnhof Untergeschoss
- Filiale Hauptbahnhof U-Bahnhof
- Filiale am U-Bahnhof Marienplatz
- Filiale im Zwischengeschoss Marienplatz
- Filiale im Ostbahnhof
- Filiale am Pasinger Bahnhof
- Filiale Stachus-Passagen
- Filiale in den Riem Arcaden
- Filiale im Zwischengeschoss Sendlinger Tor
- Filiale am Isartor
- Stammhaus Fraunhoferstraße
- Gutes von Gestern in der Baaderstraße  (Resteverkauf)